# Аллен Карлсон
Аллен Карлсон (англ. Allen Carlson) (р. 1943) — сучасний  канадський екофілософ, один з провідних у світі фахівців з природоохоронної  естетики. Викладає на посаді професора в університеті Альберта в Едмонтоні, член редколегії журналу «Екологічна етика» (англ. «Environmental ethics»). Опублікувавши в 1976 р. статтю «Про можливість кількісного виміру пейзажної краси», відкрив, по суті, нову галузь досліджень — природоохоронну естетику.
Аллен Карлсон вважає, що дика природа є по суті естетично цінною. Більш того, природний світ створювався спонтанно, без художника, і знаходиться поза межами людського контролю. Для розуміння  краси природи, на думку екофілософа, потрібні певні  екологічні знання. Бо якщо краса  мистецтва створюється, то краса природи відкривається. Карлсон пише:
|  | Думку про правильну естетичну оцінку природи ... може бути виведено таким чином: по-перше, як і у випадку з мистецтвом, естетичні якості, які, очевидно, мають природні об'єкти і ландшафти, залежать від того, як вони сприймаються. Смугасті кити є грандіозними і величними ссавцями. Однак, якщо їх сприймати як рибу, вони здадуться більш незграбними ... По-друге, як і в оцінці мистецтва, ... потрібно цінувати їх грацію, велич, елегантність, чарівність, привабливість, витонченість або хвилюючу таємничість - необхідно сприймати їх в правильних категоріях. Це вимагає знання того, що вони собою представляють ... |

.
Дуже важлива для розвитку природоохоронної ідеології і така думка екофілософа: «Дика природа є естетично гарною, такою вона завжди була і завжди такою буде, помічає це хто-небудь чи ні». З цього, наприклад, випливає, що ми повинні охороняти не тільки ті природні пейзажі, які в даний час нам здаються естетично цінними, а й ті, красу яких ми ще не пізнали. Бо вся дика природа рівна за своєю красою та важливістю.
А. Карлсон закликає естетику природи оцінювати незацікавлено, заради самої природи. Тільки тоді оцінювання об'єктивне. Незацікавленість, як основа естетичного оцінювання, сприяє визначенню позиції, яку егоїстичний інтерес і думки про використання природи ставлять на задній план. На перше ж місце виходять естетичні якості природи, цінні самі по собі, незалежно від будь-яких цілей. Звідси дуже важливий висновок: краса природи повинна бути збережена, тому що вона має самостійну цінність, а не тільки через її корисність для людини.
На думку екофілософа, є дві основні причини, що перетворюють річ на об'єкт естетичної насолоди. Зовнішній зміст і внутрішній зміст. Зовнішній зміст — це фізичне (краса, форма, висота і т. д.) сприйняття об'єкту. Внутрішній зміст — якості і цінності даного об'єкта, що викликають більш глибокі асоціації. Так, у випадку з «ядерним заходом» його смертоносні якості позбавляють сенсу всю естетику природи.